# 4-metilpentanonitrilo
El 4-metilpentanonitrilo, también conocido como isocapronitrilo e isoamilcianuro, es un nitrilo de fórmula molecular C6H11N.

## Propiedades físicas y químicas
A temperatura ambiente, el 4-metilpentanonitrilo es un líquido claro e incoloro que tiene su punto de ebullición a 155 °C, mientras que su punto de fusión es -51 °C. Posee una densidad inferior a la del agua (0,800 g/cm³) y es poco soluble en ésta, en proporción de 3 g/L. Su solubilidad es mayor en alcoholes y éteres, siendo el valor del logaritmo de su coeficiente de reparto logP = 1,54, lo que revela que es más soluble en disolventes apolares —como el n-octanol— que en agua.
Este nitrilo es químicamente incompatible con agentes oxidantes fuertes.

## Síntesis y usos
El 4-metilpentanonitrilo puede ser sintetizado a partir del 4-metilpent-2-enonitrilo —con un rendimiento en torno al 99%—, haciendo uso de un sistema reductor que comprende fenilsilano y un catalizador de Mo(CO6) en tetrahidrofurano.
Otra vía de síntesis consiste en la hidro-2-propilación de acrilonitrilo con 2-propilazodifenilmetanol, reacción que es potenciada al añadir fenol.
A su vez, el 4-metilpentanonitrilo es precursor de otros compuestos orgánicos nitrogenados como 5-metil-1-hexanamina o 2,4-dimetilpentanonitrilo.
El 4-metilpentanonitrilo ha sido estudiado en relación con la síntesis de 1H-tetrazolios pentasustituidos; dicha síntesis puede llevarse a cabo por una reacción entre el nitrilo y azida de sodio a 110 °C en dimetil sulfóxido usando como catalizador jibión, o bien haciendo reaccionar el nitrilo con [bmim]N3 en presencia de perlita expandida.
Por otra parte, se ha propuesto la utilización de este nitrilo como aglutinante de electrodos, siendo útil en el montaje de electrodos de baterías de iones de litio.
También se puede emplear en la fabricación de cristal de sulfuro y de cerámica de este mismo material.

## Precauciones
Este compuesto es un producto inflamable, siendo su punto de inflamabilidad 45 °C..
Es tóxico si se inhala o ingiere, además de provocar irritación en la piel.